# Літературно-художня ономастика
Літературно-художня ономастика (ономастика поетична) — це наука, що вивчає функціонування власних назв у художніх творах. Вона не зумовлюється безпосередньо історичним розвитком, як реальна ономастика, а залежить від волі автора і детермінується художнім задумом, жанром, напрямком та стилем твору. Власні назви в художньому творі передусім виконують стилістичну функцію і беруть участь у створенні образів. Як самостійна галузь ономастики виокремилась у другій половині XX століття.

## Дискусії щодо терміна
На думку Олени Карпенко, сам термін літературна ономастика, ставши вже загальновизнаним, усе ще має конкурентів у вигляді сполучень поетична ономастика, стилістична ономастика. Л.О. Белей наполягає на означенні літературно-художня, а не просто літературна. В. М. Калінкін обстоює термін поетична ономастика і навіть, задля термінологічної точності, пропонує назву поетика оніма, якоюсь мірою повертаючись до пропонованого у свій час Е. Б. Магазаником терміна ономапоетика
Ці термінологічні незгоди можна розглядати при розрізненні трьох найвпливовіших в Україні наукових шкіл, що вивчають життя власних назв у художньому тексті. А саме, Одеської, яка оперує терміном літературна ономастика, Донецької, яка використовує термін поетична ономастика, та Ужгородської, що дотримується терміна літературно-художня ономастика. Оскільки окрему власну назву прийнято позначати грецьким словом онім, а їх сукупність терміном онімія, то й відповідно у сфері літературної ономастики вживаються терміни літературний онім, літературна онімія. Паралельно до них функціонують і однослівні позначення поетонім, поетонімія.

## Зв'язок з іншими науками
Літературно-художня ономастика пов'язана з багатьма лінгвістичними дисциплінами. Зокрема, зі стилістикою, оскільки об'єктом дослідження має одиниці художнього стилю, їх функціонування, стилістичне навантаження. Тісний зв’язок можна простежити з лексикологією, бо обидві науки об'єктом дослідження мають слово. Також існує взаємозв'язок між етимологією та літературно-художньою ономастикою, оскільки остання нерідко послуговується методами етимологічного аналізу, щоб з'ясувати значення слова. Для аналізу номінаційної системи художнього твору залучають також дані літературознавства, адже письменник часто добирає номени вже тоді, коли визначені сюжет твору, ідейно-тематичне спрямування, окреслені характер та поведінка персонажів.

## Актуальність дослідження літературно-художньої ономастики
Вивчення функціонування онімів у художньому тексті все ширше привертає увагу дослідників, адже власні назви у творі дають неоціненну інформацію для інтерпретації цього тексту. Вони забарвлюють, увиразнюють текст, виконуючи істотну текстотвірну функцію. У письменника власні назви стають могутнім виразовим, характеристичним засобом. Він добирає ім’я своїм персонажам, уже обміркувавши їхній характер і особливості, знаючи їх роль у розвитку сюжету. Він, на відміну від батьків, що іменують своїх дітей немовлятами, називає вже дорослих, сформованих людей. У доборі наймень автор так чи інакше, свідомо чи несвідомо допасовує їх до створюваних образів, домагається гармонії образу та його імені. Сьогодні особливо активно досліджують ономастикони багатьох українських письменників, зокрема П. Куліша, І. Франка, Лесі Українки, М. Коцюбинського, Ю. Яновського, М. Хвильового, Л. Костенко та інші. І це питання доволі актульне, адже власні назви персонажів як мовні одиниці, які не лише називають, але й характеризують денотатів, разом з іншими одиницями відображають творче мислення письменника, багатство його мови, особливості стилю. Проблеми літературно-художньої ономастики висвітлені у працях таких учених: Любомира Белея, Галини Лукаш, Надії Попович, Юрія Карпенка, Мирослави Мельник та інших.

## Класифікація літературних онімів
На думку Любомира Белея, загальновизнане членування антропонімійного простору на класи не може бути покладене в основу класифікації літературно-художніх антропонімів. У реальній антропонімії класи імен, прізвищ, імен по батькові, прізвиськ, андронімів, патронімів і т. д. чітко відрізняються один від одного мотивами номінації, функціями, сферами уживання; одні покликані тільки називати, а інші — ще й характеризувати або виявляти емоційне ставлення до найменованої особи. У літературно-художній антропонімії одиниці різних антропонімійних класів різняться передусім структурно, а мотиви номінації, їх функції, характеристичні можливості у них приблизно однакові. Текст літературного твору може нівелювати відмінності (за винятком структурних) між одиницями різних антропонімійних класів. Ім'я, прізвище, прізвисько присвоюються денотату-персонажу автором, і передусім від автора залежать основні функціонально-стильові параметри літературно-художніх антропонімів, що визначають його природу.
Важливо зазначити, що в процесі літературизації одиниці різних антропонімійних класів часто втрачають характерні ознаки свого класу, перетворюючись у надкласові власні особові назви персонажів. Не випадково іноді важко визначити, чим іменується персонаж — іменем, прізвищем чи прізвиськом, а, може, й апелятивом.
В умовності поділу літературно-художніх антропонімів на антропонімійні класи переконує й те, що в реальній антропонімії ім’я, прізвище, а часто ім’я по батькові належать до обов’язкових іменувань особи, а одиниці інших, традиційних класів є необов’язковими. У літературно-художній антропонімії при виборі антропонімійної моделі іменування персонажа автор керується не стільки усталеними державою антропонімійними нормами, скільки міркуваннями ідентифікаційної достатності та функціонально-стилістичної доцільності. Здебільшого автори називають героїв на ім’я або на ім’я та прізвище. У літературному творі антропоніми часто можуть заступати апелятиви-агентиви, особові займенники тощо.
Любомир Белей наполягає на тому, що поділ літературно-художніх антропонімів на традиційні антропонімійні класи (імена, прізвища, прізвиська тощо) є результатом читацького сприйняття, свідомо створюваною авторською ілюзією. Письменники, називаючи персонажів, найменше зважають на специфічні функціональні ознаки імен, прізвищ як одиниць певних антропонімійних класів, а просто прагнуть дібрати власну особову назву, яка б адекватно характеризувала, оцінювала та однозначно ідентифікувала персонажа-денотата. За стилістичною функцією українські літературно-художні антропоніми можна поділити на чотири групи — нейтральні, характеристичні, дейктичні та ідеологічні. Названі чотири функціонально-стилістичні типи літературно-художніх антропонімів корелюють з чотирма їхніми функціями. Нейтральні літературно-художні антропоніми, на думку автора, позбавлені супровідних конотацій, їх легко можна замінити іншим аналогічним літературно-художнім антропонімом. При виборі літературно-художнього антропоніма цього типу автора зовсім не цікавлять його виражальні можливості, а тільки здатність однозначно називати і диференціювати денотата від решти персонажів твору. Та саме ці стилістично нейтральні або, як ще називають, номінативні літературно-художні антропоніми обов’язково представлені в літературно-художніх текстах усіх жанрів (виняток становлять лише сатиричні твори). Вони творять кістяк, антропонімійну канву твору, засвідчують достовірність персонажів і зображуваних подій.
Характеристичні літературно-художні антропоніми здатні вказувати на вік, національність, соціальний статус, сімейний стан денотата, увиразнювати певні риси характеру чи зовнішності персонажа, а також виражати емоційне ставлення до найменованого героя. В інших працях з літературної ономастики є й інші класифікації поетонімів, але вони не є принциповим запереченням одна одної, а розставляють дещо інші акценти на членуванні стилістичного навантаження власних назв у художньому тексті. Важливо звернути увагу на те, що таке членування завжди є певною мірою умовним, оскільки оніми в тексті виконують одразу багато різних функцій: їм органічно притаманна поліфункційність.